# Kulcsos
Kulcsos (1899-ig Klucsó, szlovákul Kľúčové) Nemsó városrésze Szlovákiában, a Trencséni kerületben, a Trencséni járásban.

## Fekvése
Nemsó központjától 2 km-re délnyugatra, a Vág jobb partján fekszik.

## Története
A 18. század végén Vályi András így ír róla: „KLUCSOV. Tót falu Trentsén Várm. földes Urai több Urak, lakosai katolikusok, fekszik Nemesovának szomszédságában, és annak filiája, földgye termékeny, vagyonnyai külömbfélék.”
Fényes Elek 1851-ben kiadott geográfiai szótárában így ír a faluról: „Klucsó, Trencsén m. tót falu, a Vágh jobb partján. Lakja 294 kath., 1 evang., 11 zsidó. F. u. többen. Ut. p. Trencsén.”
1910-ben 264, túlnyomórészt szlovák lakosa volt. A trianoni békéig Trencsén vármegye Trencséni járásához tartozott.
1976-ban csatolták Nemsóhoz.

## Nevezetességei

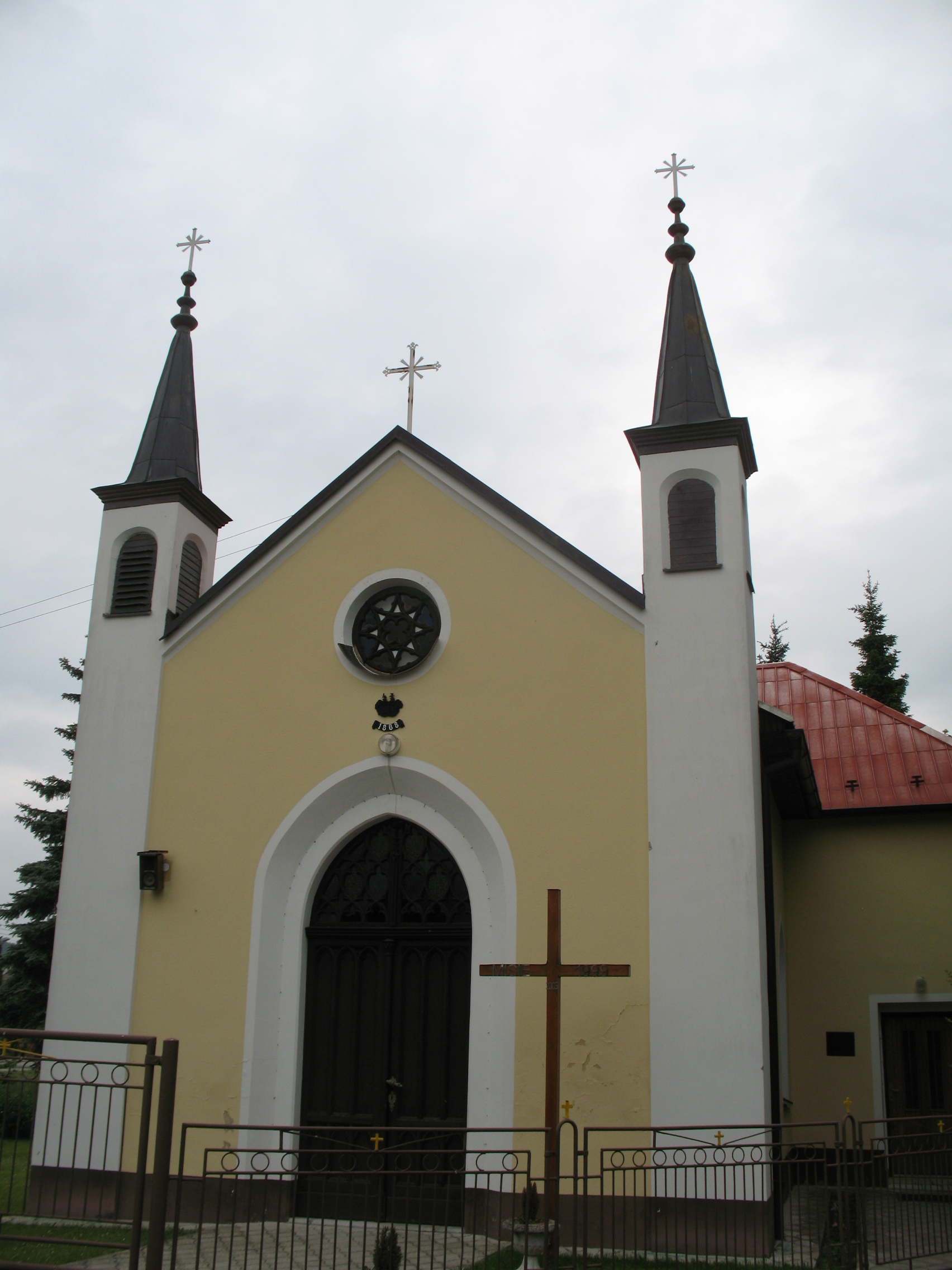
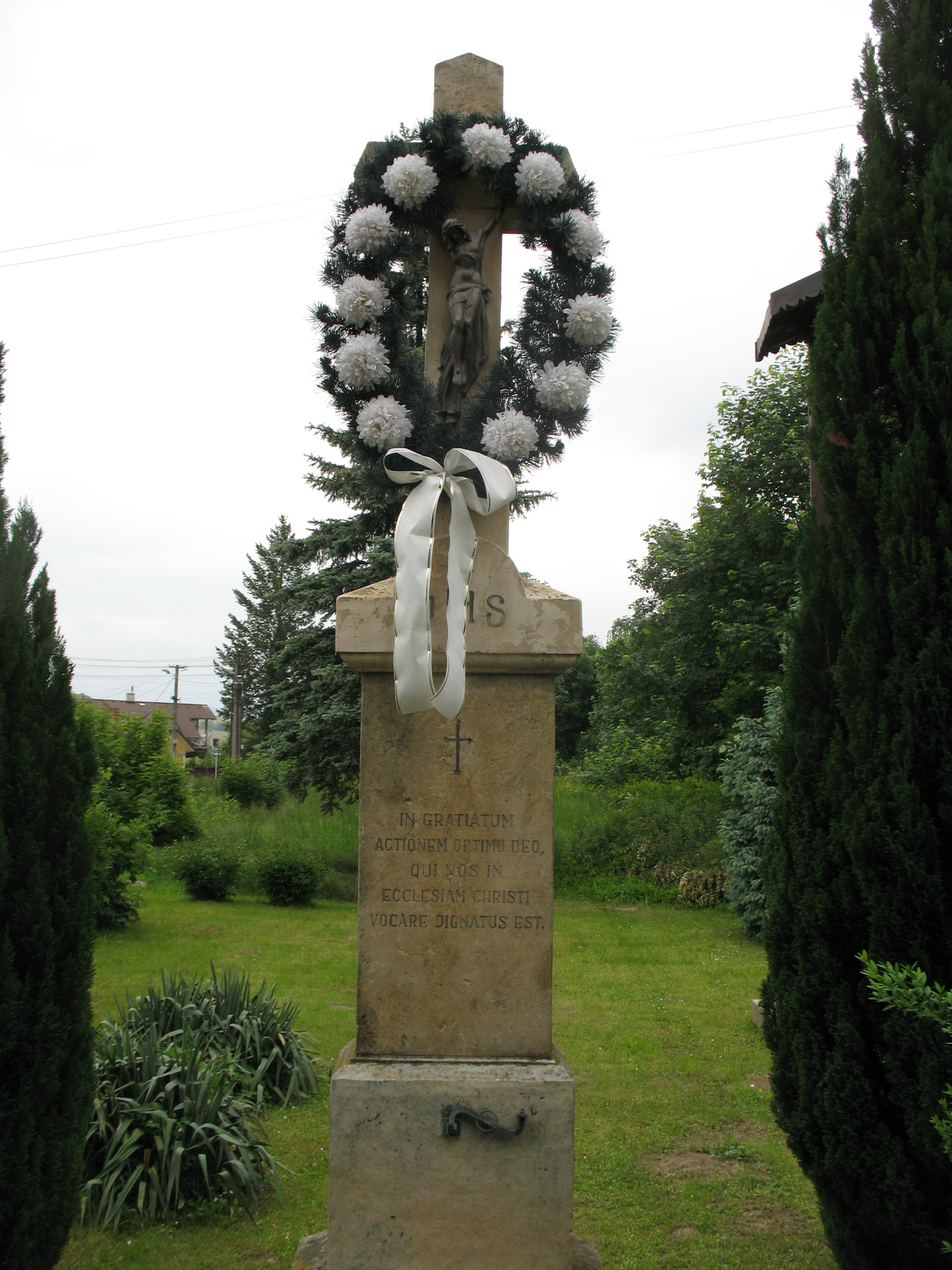
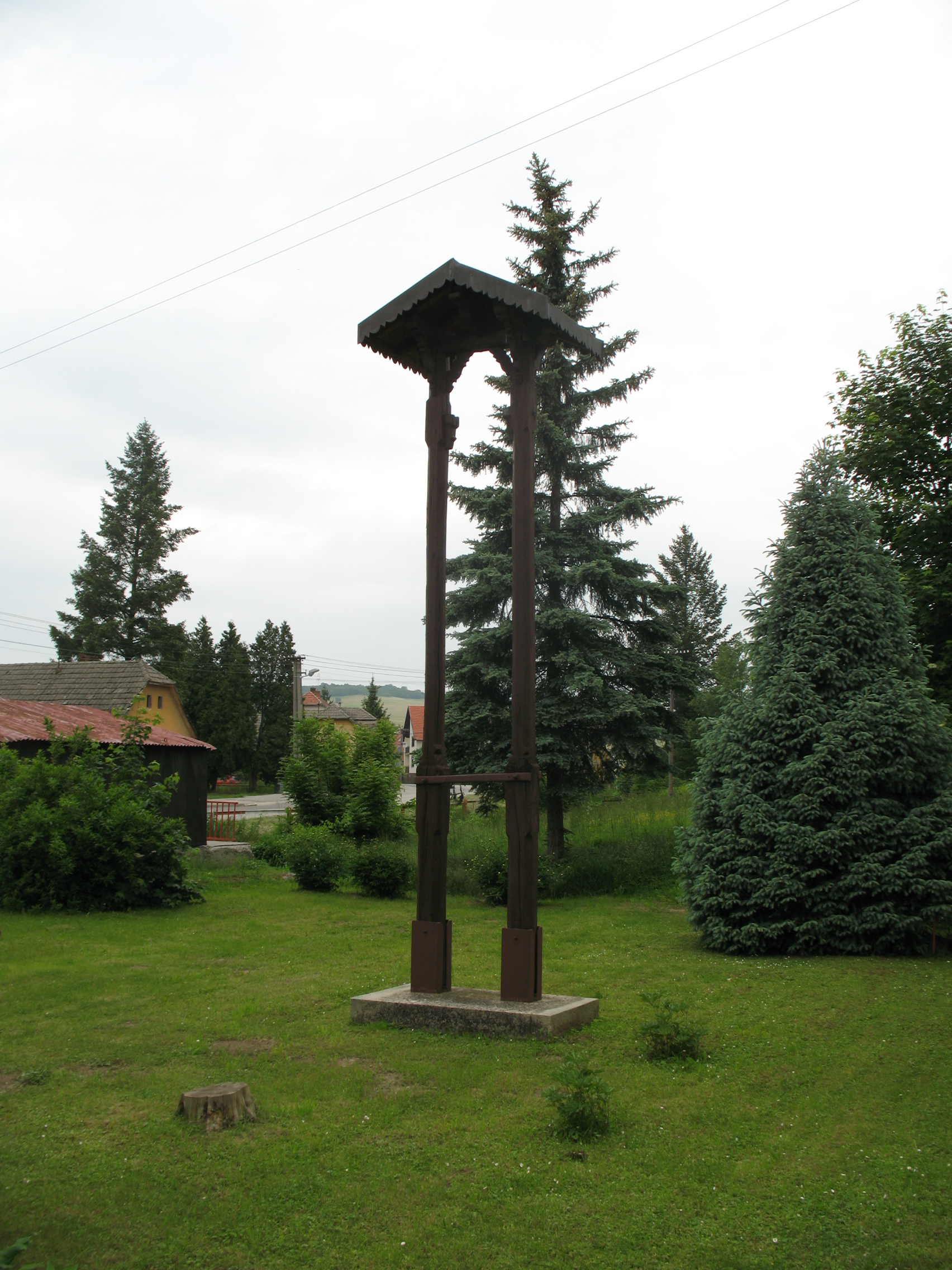

17. századi reneszánsz kastélya. Neogótikus Szent Anna kápolnáját a Schertzo család építtette 1868-ban.

## Külső hivatkozások
- Kulcsos honlapja
- Kulcsos Szlovákia térképén

## Lásd még
- Nemsó
- Liborcsudvard
- Trencsénzávod